# Transped Europe
Die Transped Europe GmbH (kurz: „Transped“) ist ein österreichisches Transportunternehmen der Transped Holding GmbH mit Sitz in Wörgl, Österreich.
Das Kerngeschäft des Unternehmens sind Europatransporte mit unterschiedlichem Equipment auf der Straße und im Intermodalverkehr.

## Geschichte
1983 wurde die Transped International Transportgesellschaft m.b.H. mit Sitz in Thaur bei Innsbruck gegründet. Zunächst war das Unternehmen für die Güterbeförderung im Fernverkehr mit  16 Lastkraftwagen berechtigt.
1987 spezialisierte sich das Unternehmen auf Komplettladungstransporte in den Ländern Deutschland, Österreich und Italien.
Durch die EU-Öffnung 1995 wurden die Verkehre auf alle EU-Länder erweitert.
Im Sommer 1997 wurde die Berechtigung für die Güterbeförderung im Fernverkehr für 56 LKWs erteilt und im Oktober desselben Jahres erfolgte die Übersiedelung an den heutigen Firmenstandort Wörgl. Das Unternehmen erlebte einen wirtschaftlichen Aufschwung und die Berechtigung der Güterbeförderung wurde auf 80 LKWs erweitert.
Im Jahr 2000 wurde die Transped Holding GmbH als Verwaltungsgesellschaft und somit als Mutterfirma der Transped Europe GmbH gegründet.
Im März 2003 wurde mit der Anmeldung des ersten Bahnaufliegers für den kombinierten Verkehr eine neue Ära eingeleitet: von nun an lag der Fokus der Transped Europe auch auf dem Kombinationsverkehr.
2005 erfolgte die Umbenennung der Transped International Transportgesellschaft m.b.H. in die heutige Transped Europe GmbH.
Ein Jahr später stieg  Hans-Peter Hager, einer der heutigen Geschäftsführer, in die Geschäftsleitung der Transped Europe GmbH ein.
Im Jahr 2008 wurde das neue, energieeffiziente Firmengebäude im Gewerbepark 13 in Wörgl fertiggestellt und bezogen.
Am 8. Jänner 2009 trat Reinhard Winkler in die Geschäftsleitung ein. Heute wird die Transped Europe GmbH von Hans-Peter Hager und Reinhard Winkler geführt.
Im Jahr 2017 beschäftigt die Transped Europe GmbH rund 190 Mitarbeiter und erwirtschaftete einen Jahresumsatz von 188 Millionen Euro.

## Transped Holding GmbH
Die Transped Holding GmbH ist eine Verwaltungsgesellschaft mit Sitz in Wörgl, Österreich. Sie wurde am 30. November 2000 unter dem Namen Auer-Berger Beteiligungs GmbH gegründet. 2005 wurde sie in Transped Holding GmbH umbenannt.

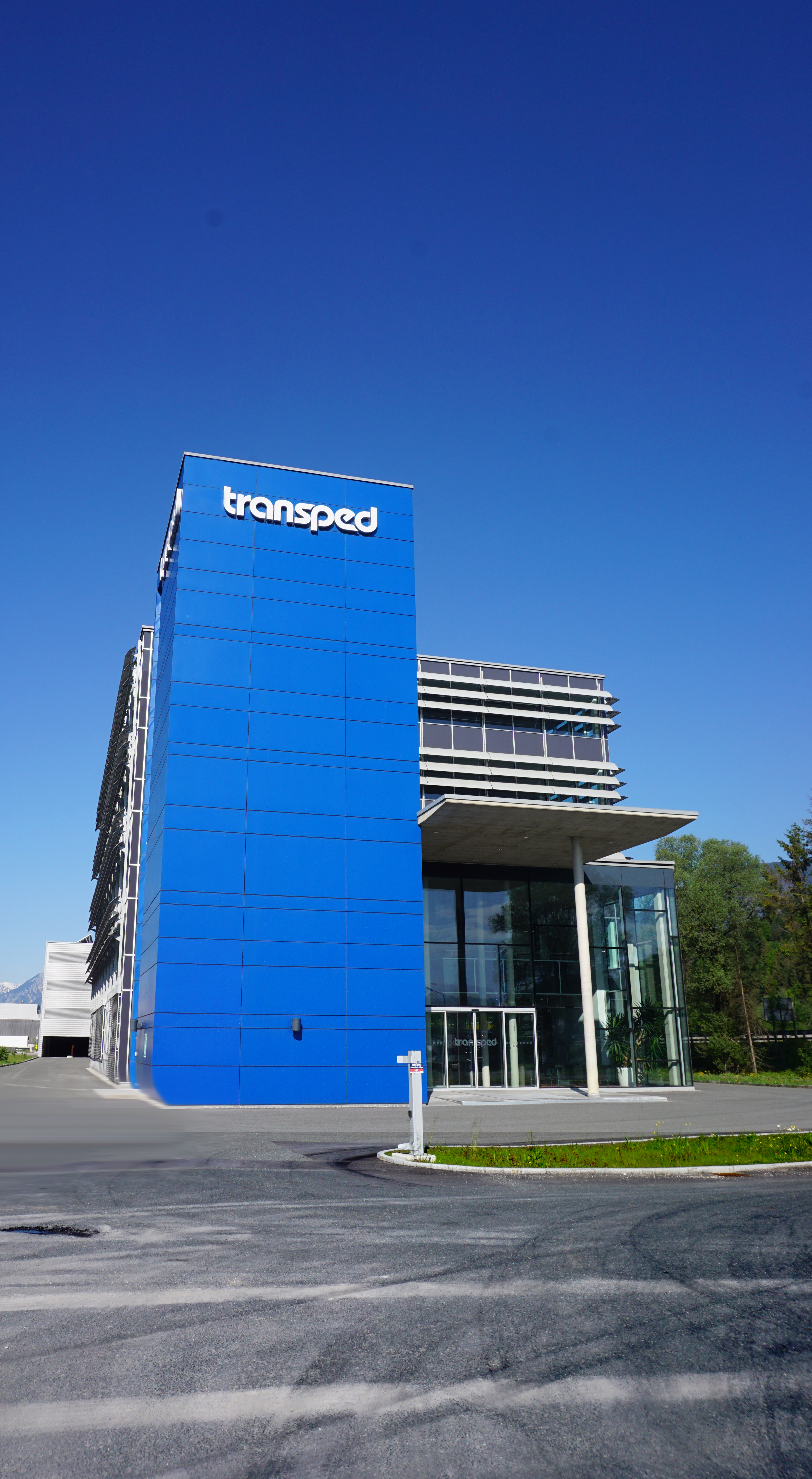
Bürogebäude Gewerbepark 13, Wörgl

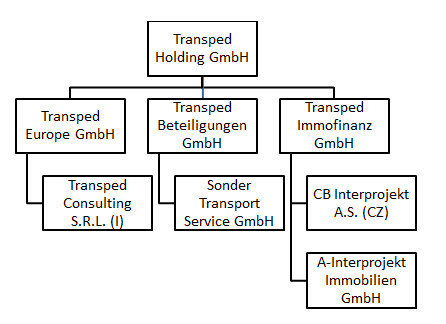
Organigramm der Transped Gruppe

Die Transped Holding GmbH beschäftigt 296 Mitarbeiter und erwirtschaftete 2017 einen Jahresumsatz von 243 Millionen Euro.
Die Transped Holding GmbH verfügt über mehrere Tochtergesellschaften im europäischen In- und Ausland:
- Transped Europe GmbH
  - Transped Consulting S.R.L. (I)
- Transped Beteiligungen GmbH
  - Sonder Transport Service GmbH
- Transped Immofinanz GmbH
  - CB Interprojekt A.S. (CZ)
  - A-Interprojekt Immobilien GmbH